# 32893 van der Waals
32893 van der Waals è un asteroide della fascia principale. Scoperto nel 1994, presenta un'orbita caratterizzata da un semiasse maggiore pari a 2,765623 UA e da un'eccentricità di 0,116958, inclinata di 17,761514° rispetto all'eclittica. Ha un diametro di 6,984 km e un'albedo di 0,173.
Fa parte della famiglia di asteroidi Watsonia.
È dedicato a Johannes Diderik van der Waals, fisico olandese.